# Żerków
Żerków é um município da Polônia, na voivodia da Grande Polônia e no condado de Jarocin. Estende-se por uma área de 2,16 km², com 3 683 habitantes, segundo os censos de 2016, com uma densidade de 1705,1 hab/km².